# Nordrhein-Westfalen (Schiff)
Die Nordrhein-Westfalen ist eine Fregatte der Deutschen Marine und die zweite Einheit der Baden-Württemberg-Klasse, auch F 125-Klasse genannt. Das nach dem Land Nordrhein-Westfalen benannte Kriegsschiff ist die erste Einheit dieses Namens in einer deutschen Marine, wobei es schon Schiffe mit den Namen von Teilgebieten des heutigen Landes gab (siehe Rheinland und Westfalen).

## Geschichte

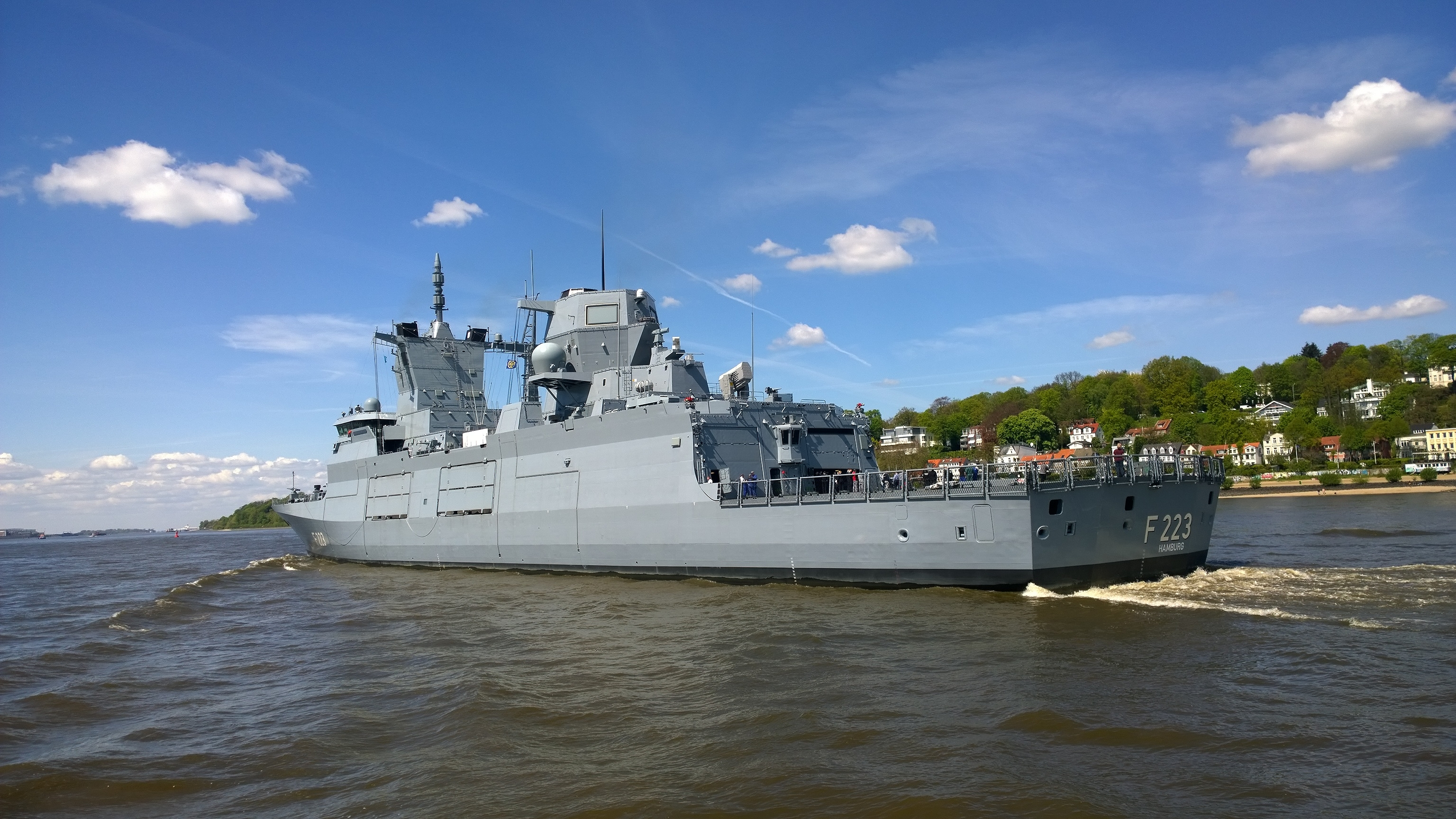
Die Nordrhein-Westfalen auf der Elbe, Heckansicht

Die Nordrhein-Westfalen wurde am 24. Oktober 2012 in Zusammenarbeit zwischen ThyssenKrupp Marine Systems und der Lürssen-Werftgruppe in Bremen auf Kiel gelegt. Die feierliche Taufe erfolgte am 16. April 2015 in Hamburg durch die nordrhein-westfälische Ministerpräsidentin Hannelore Kraft. Vorgängerschiff in der Patenschaft Nordrhein-Westfalens ist der im Jahr 2003 außer Dienst gestellte Zerstörer Mölders. Die Indienststellung und Übergabe an das 4. Fregattengeschwader erfolgte am 10. Juni 2020 in Wilhelmshaven. Am 4. Juli 2016 erhielt Fregattenkapitän Stefan Schulz das Kommando über die Besatzung „Charlie“ der Klasse F 125. Er wurde am 15. April 2021 von Fregattenkapitän Stefan Rappelt abgelöst.
Von 27. Januar bis 4. Februar 2017 führte die Nordrhein-Westfalen die erste Werfterprobungsfahrt durch. Am 1. September 2017 verlegte die Fregatte erstmals aus der Werft in den Heimathafen im Marinestützpunkt Wilhelmshaven. Am 24. Juli 2019 kam es zu einem Unfall, bei dem ein Kran einer zivilen Firma den Antennenmast der Fregatte beschädigte. Am 5. März 2020 wurde die Fregatte dem Bundesamt für Ausrüstung, Informationstechnik und Nutzung der Bundeswehr übergeben und ist in Anwesenheit des nordrhein-westfälischen Ministerpräsidenten Armin Laschet am 10. Juni 2020 offiziell in Dienst gestellt worden.